# Bibliographie sur la ville de Caen
La bibliographie sur la ville de Caen est une liste non exhaustive d'ouvrages sur la ville de Caen et ses environs.

## Ouvrages généraux
- Max-André Brier, Caen et son agglomération, Paris, Documentation française, 1977
- Erik Calvet, Valérie Leloutre, Valérie Lherm, Marie-Janine Mary [et al.], Caen par les livres : sélection d'ouvrages publiés entre le XVIe et le XXe siècle, Caen, Mairie de Caen, 2000, 89 p.
- Anne Poussard, Michel Chesnais, Caen : parcours dans l'agglomération, Caen, Paradigme, 1994
- Robert Doré, Caen et Bayeux, Paris, Alpina 1939
- Alain Girard, Caen, Baden-Baden, Valentin Koerner, 1998
- Pierre Gouhier, Caen, caennais, qu'en reste-t-il?, Le Coteau, Horvath, 1986
- Gilles Henry, Caen : histoire, promenades, personnages au fil des ans, Condé-sur-Noireau, Éditions Charles Corlet, 1980
- Gilles Henry, Les belles dates du Caen jadis, Condé-sur-Noireau, Éditions Charles Corlet, 2001
- René Herval, Caen, Couverture de Marguerite-Marie Le Bœuf, Caen, Ozanne, 1946, 1944
- René Herval, Caen, la ville aux clochers, Caen, A. Froment, 1935
- René Herval, Caen, Rouen, Henri Defontaine, 1935 ; Rouen, Maugard, 1970
- Adolphe Laurent Joanne, Caen, Bayeux et les bains de mer de la côte de Caen et du Bassin, Paris, Hachette, 1903
- Guides Joanne, Caen et les bains de mer de Lion à Port-en-Bessin, Paris, Hachette et Cie, 1889-1890, 136 p. (lire en ligne)
- André Journaux, La région caennaise, Caen, Association normande de géographie, 1970
- Élie Lambert, Caen roman et gothique, ses abbayes et son château, Caen, L. Jouan & R. Bigot, 1935
- Gaston Lavalley, Caen; son histoire et ses monuments, guide du touriste a Caen et les environs, Caen, E. Brunet, s.d.
- Philippe Lenglart, Caen, architecture et histoire, Condé-sur-Noireau, Éditions Charles Corlet, 2008
- Didier Louradour, À la découverte de Caen, Condé-sur-Noireau, Éditions Charles Corlet, 1997  (ISBN 2854807367)
- Marcel Monmarché, Caen, Bayeux, et les plages voisines, Paris, Hachette, 1932
- Lucien Musset, Caen, ville d'art, Colmar-Ingersheim, S.A.E.P., 1971
- Henri Prentout, Caen et Bayeux, Paris, Laurens, 1921
- Louis Réau, Jean, Roubier, Caen, Paris, Fayard. 1946
- René Norbert Sauvage, Caen, la ville des abbayes, la ville des églises, la ville des bourgeois et du roi : Falaise : la campagne de Caen et la vallée de l'Orne, Caen, Syndicat d'initiative de Caen, 1930
- Frank Duncombe, Philippe Thomas, Caen, Rennes, Ouest-France, 1992
- Caen, la ville aux clochers et ses environs, Syndicat d'initiative de Caen et de la vallée de l'Orne Caen, Malherbe, 1930

## Histoire

### Histoire générale
- Charles De Bourgueville, Les recherches et antiquités de la Province de Neustrie, à present Duché de Normandie, comme des villes remarquables d'icelles : mais plus speciallement de la ville & Université de Caen, Caen, Jean le Feure, 1588
- Éric Broine, Guide : circuit historique Guillaume le Conquérant, Caen, Mémorial de Caen, 1998
- Pierre Carel, Étude sur la commune de Caen ; suivie de la liste des échevins. Analyse du matrologe de la ville et du registre du cérémonial (documents inédits), Caen, A. Massif, 1888
- Pierre Carel, Histoire de la ville de Caen depuis Philippe-Auguste jusqu'à Charles IX (nombreux documents inédits), Paris, Champion, 1886 [lire en ligne (page consultée le 23 septembre 2010)]
- Pierre Carel, Histoire de la ville de Caen sous Charles IX, Henri III et Henri IV, Caen, Massif ; Paris, Champion, 1886
- Pierre Carel, Histoire de la ville de Caen, Paris, Champion, 1886
- Gabriel Désert, Histoire de Caen, Toulouse, Privat, 1981
- Pierre-Daniel Huet, Les origines de la ville de Caen, revues, corrigées & augmentées, Rouen, Maurry, 1706 ; Paris, Livre d'histoire Lorisse, 2005
- Barthélemy Pont, Histoire de la ville de Caen : ses origines, Caen sous les ducs de Normandie, Caen, Alliot, 1866
- Gervais de La Rue, Essais historiques sur la ville de Caen et son arrondissement, Caen, Poisson, 1820
- Gervais de La Rue, Nouveaux essais historiques sur la ville de Caen et son arrondissement : contenant mémoires d'antiquités locales et annales militaires, politiques et religieuses de la ville de Caen et de la Basse-Normandie, Caen, Mancel, 1842
- Guillaume-Stanislas Trébutien, Caen : précis de son histoire, ses monuments, son commerce et ses environs : guide portatif et complet, nécessaire pour bien connaître cette ancienne capitale de la Basse-Normandie, Caen, A. Hardel, 1855
- Guillaume-Stanislas Trébutien, Caen, son histoire, ses monuments, son commerce et ses environs, guide du touriste, Caen, F. Le Blanc-Hardel, 1870 ; Brionne, le Portulan, Manoir de Saint-Pierre-de-Salerne, 1970
- Caen, 20 siècles d'histoire, s.l. s.n., 1992
- Frédéric Vaultier, Histoire de la ville de Caen depuis son origine jusqu'à nos jours contenant l'analyse critique de tous les travaux antérieurs, Caen, B. Mancel, 1843
- Gabriel Désert (dir.), Histoire de Caen, Toulouse, Privat, 1981, 345 p. (ISBN 2-7089-8214-1)

### Héraldique
- Raymond Bordeaux, Georges Bouet, Études héraldiques sur les anciens monuments religieux et civils de la ville de Caen, Caen, Hardel, 1846
- Ch. Gervais, Des armoiries de la ville de Caen, Paris, [s.n.], 1855
- Gustave A. Prevost, Armorial général de France (édit de novembre 1696) Généralité de Caen, Pub. d'après le manuscrit de la Bibliothèque nationale, avec introduction, notes et tables, Rouen, A. Lestringant ; Paris, A. Picard, 1913

### Histoire religieuse
- Albert Durand, Les Croisiers en Normandie : le prieure Sainte-Croix de Caen, Diest, Lichtland, 1967
- A. J. Galland, Essai sur l'histoire du protestantisme à Caen et en Basse-Normandie, de l'Édit de Nantes à la révolution (1598-1791), Paris, Grassart, 1898
- J. A. Galland, Essai sur l'histoire du protestantisme à Caen et en Basse-Normandie, de l'Édit de Nantes à la Révolution, Paris, Édition Les Bergers et les Mages, 1898, réimp. 1991
- Annick Gobeil, Les Nouvelles Catholiques de Caen et l'intégration socio-religieuse des protestants au XVIIIe siècle, s.l. s.n., 2001
- Alfred Hamy, Les jésuites à Caen, Paris, Champion, 1899
- Henri Prentout, La réforme en Normandie et les débuts de la réforme à l'Université de Caen, Paris, s.n., 1913
- Léon Francois Puiseux, Les jésuites à Caen, Caen, A. Hardel, 1846
- Pierre Almire Riblier, Martyrs falaisiens à Caen sous la Terreur : l'abbé Jacques Riblier et Marie Jeanne Guesdon des Acres, 1736-1794, Paris, Téqui, 1927
- Dénonciation a Monseigneur Pierre-Jules-Cesar de Rochechouart, évêque de Bayeux : de la doctrine enseignée par les Jésuites de Caen dans leurs thèses, cahiers, prédications, &c., s.l. s.n., 1762
- Infamies et cruautés exercées par des brigands soudoyés par les aristocrates de la ville de Caen, envers les RR. PP. capucins, Paris, N. M. Dumaha, 1791
- Lettre d'un Catholique, sur le sujet des affaires de ceux de la Religion P. Reformée de Caën, s.l. s.n., 1680

### Histoire sociale
- Armand Frémont, Liliane Flabbée, Ouvriers et ouvrières à Caen, Caen, Université de Caen, 1981
- Alfred Gallier, Histoire de la boucherie caennaise, sous l'ancien régime d'après des documents tirés des archives départementales du Calvados et des archives municipales de Caen, Caen, C. Valin, 1902
- Jean Collin, André Heintz, La vie quotidienne des étudiants à Caen : de 1939 à 1955, Caen, Université de Caen, 1994
- Gaston Lavalley, Les duellistes de Caen de l'an IV à 1848 et le bretteur Alexis Dumesnil, Caen, Jouan, 1914
- Charles Hippolyte Pouthas, L'instruction publique à Caen pendant la Révolution, Caen, L. Jouan, 1912
- Yves Préel, Les vingtièmes dans la généralité de Caen, Caen, Ozanne & Cie, 1939
- Henri Prentout, La vie de l'étudiant à Caen au XVIe siècle, Caen, H. Delesques, 1905
- Henri Prentout, Les Le Prestre, maçons caennais, et les monuments de la Renaissance, Caen, C. Valin, 1906
- Henri Prentout, Les maîtres-maçons de la Renaissance à Caen, Caen, Jouan, 1910
- Henri Eugène Sée, Notes sur les foires en France et particulièrement sur les foires de Caen au XVIIIe siècle, Paris, Librairie des Sciences économiques et sociales 1927
- Évolution de la population active à Caen, de 1911 à nos jours Author: Colin L. Dyer, Publication: Paris, Société d'édition d'enseignement supérieur, 1972
- Gabriel Vanel, Abraham Le Marchand, Étienne Desloges et al., Recueil de journaux caennais, 1661-1777, publiés d'après les manuscrits inédits, Rouen, A. Lestringant, 1904

### Droit
- Pierre Carel, Étude historique sur le barreau de Caen, Caen, H. Delesques, 1889
- Alfred Mazière, La Cour d’appel de Caen (an VIII-1811) : discours prononcé à l’audience solennelle de rentrée du 16 octobre 1897, Caen, Lanier, 1897
- Parlement de Normandie, Arrest de la Cour du Parlement de Rouen, rendu toutes les chambres assemblées, du 18 août 1762 : extrait des registres de la Cour, Rouen, Jacques Joseph le Boullenger, 1762
- Arrest du Conseil d’estat du roy qui, sans avoir égard à l’ordonnance de M. l’intendant de la généralité de Caën, du 10 décembre 1750, condamne le sieur Hardy, avocat en ladite ville, en 3000 livres d’amende, pour avoir souffert dans sa maison une fausse fabrication de cartes; prononce la confiscation des cartes, outils & ustensiles servant à la fabrication, & ordonne la publication de l’affiche du 24 juillet 1751, Paris, Pierre Prault, 1751

### Archéologie
- Jean-Jacques Bertaux, L'Ancien quartier Saint-Pierre de Caen, fouilles du parking souterrain du Château, 1986, Caen, Musée de Normandie, 1988
- Patrick Blaszkiewcz, Catalogue du mobilier gallo-romain trouvé à Caen : fouilles archéologiques 1974-1982, Caen, Musée de Normandie, 1984
- Arcisse de Caumont, Cours d'antiquités monumentales professé à Caen, Paris, Lance, 1830-1841
- Christophe Collet, Pascal Leroux, Jean-Yves Marin, Caen cité médiévale : bilan d'archéologie et d'histoire, Calvados, Service Département d'archéologie du Calvados, 1996  (ISBN 2951017502)
- Claude Jigan, Jean-Yves Marin, Archéologie urbaine à Caen, 1955-1980, Caen, Musée de Normandie, 1981

### Moyen Âge
- Victor Hunger, Le siège et la prise de Caen par Charles VII en 1450, Paris, Champon et Pailhé, 1912
- Victor Hunger, L'abbaye fortifiée de Saint-Pierre-sur-Dive pendant la guerre de Cent ans, Caen, Henri Delesques, 1914
- Henri Legras, Le bourgage de Caen tenure à cens et tenure à rente (XIe – XVe siècles), Paris, A. Rousseau, 1911
- Laurence Jean-Marie, Caen aux XIe et XIIe siècles : espaces urbains, pouvoirs et société, Caen, Editions La Mandragore, 2000
- Henri Prentout, La prise de Caen par Édouard III, 1346, Caen, H. Delesques, 1904
- Léon Francois Puiseux, Caen en 1421 : appendice au Siège de Caen par les Anglais en 1417, Caen, Le Gost-Clérisse, 1860
- Léon Francois Puiseux, Siège et prise de Caen par les Anglais en 1417 : épisode de la guerre de cent ans, Caen, Le Gost-Clérisse, 1858
- Charles-Laurent Salch, Dictionnaire des châteaux et fortifications de la France au Moyen Âge, Strasbourg, éditions Publitotal, 1978, reprint 1991, 1287 p. (ISBN 978-2-86535-070-4 et 2-86535-070-3)Une vision d’ensemble de l’architecture castrale. Page 220 à 222 : Caen

### XVe-XVIe
- Jacques de Cahaignes, Entrée du duc de Joyeuse à Caen, le 5 avril 1583, Éd. Tony Genty, Rouen, Léon Gy, 1900
- Jacques de Cahaignes, T. Gentry, Léon Gy, Entrée du duc de Joyeuse à Caen, le 5 avril 1583 publiée avec introduction par T. Genty, Rouen, Léon Gy, 1900
- Jean-Jacques Gloton, « Orientation de l'architecture civile à Caen au temps de la Renaissance » dans Annales de Normandie, 1957, 7e année, no 1, pp. 35-52 [lire en ligne]
- Émile Travers, Rôle du ban et de l'arrière-ban du bailliage de Caen en 1552, Rouen, A. Lestringant ; Paris, A. Picard et fils, 1901
- Lettres et chevauchées du Bureau de finances de Caen sous Henri IV, avec introduction, notes et tables, Lucien Romier, Rouen, A. Lestringant ; Paris, A. Picard fils et cie, 1910
- Étienne Faisant, L’architecture à Caen à la Renaissance, Tours, Presses universitaires François-Rabelais, 6 avril 2023, 364 p. (ISBN 2869068980)

### XVIIe-XVIIIe
- Alfred Canel, Le voyage du roi Louis XIII en Normandie et la réduction du château de Caen, Rouen, Impr. de H. Boissel, 1869
- Guy de Chamillart, Recherche de la noblesse en la généralité de Caen en 1666 et années suivantes, Paris, SEDOPOLS, 1981, 1887
- Guy de Chamillart, Amédée Casimir Du Buisson de Courson, Recherche de la noblesse faite par ordre du roi, Louis XIV, en 1666 et années suivantes, Caen, H. Delesques, 1887-1889
- Nicolas-Joseph Foucault, Pierre Gouhier, L'intendance de Caen en 1700 : édition critique des mémoires rédigés sous la direction de Nicolas-Joseph Foucault "pour l'instruction du duc de Bourgogne", Paris, 1998
- Aristide Joly, Les lettres de cachet dans la généralité de Caen au XVIIIe siècle, d'après des documents inédits, Paris, Impr. Impériale, 1864
- Isaac Leguay, dit Lamare, Journal d'un bourgeois de Caen 1652-1733, publié pour la première fois d'après un manuscrit de la bibliothèque de Caen, et annoté par Georges Mancel, Caen, Woinez ; Paris, Derache, 1848
- Simon Le Marchand, Journal de Simon le Marchand, bourgeois de Caen, 1610-1693, Éd. Gabriel Vanel, Caen, L. Jouan, 1903
- Jacqueline Musset, L'intendance de Caen : structure, fonctionnement et administration sous l'intendant Esmangart, 1775-1783, Condé-sur-Noireau, Éditions Charles Corlet, 1985
- Parlement de Normandie, Arrest de la Cour du Parlement de Rouen, rendu toutes les chambres assemblées, du 18 août 1762 : extrait des registres de la Cour, Rouen, Jacques Joseph le Boullenger, 1762
- Jean-Claude Perrot, Genèse d'une ville moderne : Caen au XVIIIe siècle, Paris, Éditions de l'EHESS, 2001, 1975  (ISBN 2713213789)
- Léon Francois Puiseux, Siège du château de Caen par Louis XIII : épisode de la guerre civile de 1620, Caen, Librairie Normande, 1856
- Gabriel Vanel, Caen : une grande ville aux XVIIe et XVIIIe siècles ; ce qu'on lisait à Caen -livres et bibliothèques -comment on voyageait -voyages et voyageurs -empiriques -magiciens et sorciers, Caen, Jouan, 1910 ; Marseille, Laffitte reprints, 1981
- Gustave Le Vard, La décoration des habitations particulières édifiées à Caen aux XVIIe et XVIIIe siècles, Caen, Louis Jouan, 1911
- Arrest du Conseil d'estat du roy qui, sans avoir égard à l'ordonnance de M. l'intendant de la généralité de Caën, du 10 décembre 1750, condamne le sieur Hardy, avocat en ladite ville, en 3000 livres d'amende, pour avoir souffert dans sa maison une fausse fabrication de cartes; prononce la confiscation des cartes, outils & ustensiles servant à la fabrication, & ordonne la publication de l'affiche du 24 juillet 1751, Paris, Pierre Prault, 1751
- La Redvction De La Ville Et Château de Caen : subs l'obeissance Dv Roy, Le 17. Iuillet, 1620, Paris, Isaac Mesnier, ruë S. Iacques, 1620

### Caen pendant la Révolution
- Élisabeth André, Les opiniâtres de la Révocation : Caen et ses environs, Cormelles, Éditions-Diffusion du Lys, 1994
- Régnaud de Saint-Jean d'Angély, Mémoire justificatif pour quatre-vingt-quatre citoyens arrêtés à Caen, & détenus depuis le 5 novembre & jours suivans, Paris, Demonville, 1792
- Michel-Louis Regnaud de Saint-Jean d'Angély, Résumé pour les quatre-vingt-quatre prisonniers détenus à la tour de Caen depuis le 5 novembre, Paris, Demonville, 1791
- J. Beranger, Bons des Communes de la période révolutionnaire ; Société patriotique de Caen (1791-1795), Paris, 1910-1911
- René de Brébisson, L'affaire des quatre-vingt-quatre : épisode de la Révolution à Caen, 1791-1792, Caen, Henri Delesques, 1906
- Eugène Chatel, Statistique de l'enseignement supérieur à Caen de 1786 à 1791, Caen, Le Blanc-Hardel, 1883
- Belzunce Chatry-de-Lafosse, Extrait du procès-verbal du comité général et national de la ville de Caen, relatif à la mort de M. de Belzunce, Caen, Le Roy, 1789
- Joseph Dominique de Cheylus, Déclaration de M. l'évêque de Bayeux et adhesion de MM. les curés et vicaires de Caen, [S.l.s.n.], 1791
- Raymond de Seze, Vulpian, Gaspard Gilbert Delamalle, Consultation délibérée a Paris, pour les quatre-vingt-quatre citoyens détenus dans la tour de Caen, depuis le 5 novembre 1791, Paris, Girouard, 1791
- Raymond de Seze, Vulpian, Gaspard Gilbert Delamalle, Résumé pour les quatre-vingt-quatre citoyens détenus dans la tour de Caen depuis le 5 novembre 1791, Paris, Girouard, 1792
- Pierre François Laurent Esnault, Jean Jacques Victor Dufour, Épisodes de la révolution à Caen racontés par un bourgeois et un homme du peuple, Caen, Publications anecdotiques ; Paris, Dumont, 1926
- Fernande Duperré-Delisle, Lettre de M. Duperré Delisle, lieutentant-général au Bailliage de Caen, a M. ****, député aux États-généraux, [S.l.s.n.], 1790
- Valère Fanet, Caen révolutionnaire. L'hôtel du Rosel de Beaumanoir, rue Guilbert no 19 (aujourd'hui nos 5, 5 bis et 7, Caen, L. Jouan, 1912
- Lhonorey Hébert, Copie de la lettre adressée à MM. les officiers municipaux de la ville de Caen, Caen, Chalopin, 1791
- Margueritte Lecavelier, Observations pour Margueritte Perrotte, ve. Lecavelier, aux membres de la commission, nommée le 27 nivôse dernier, par le Corps législatif, sur la pétition du citoyen Matthey, de la commune de Caen, Caen, Poisson, 1798
- Assemblée nationale législative, Projet de décret relatif à l'affaire de 84 citoyens détenus dans la tour de Caen (1791-1792), Paris, Imprimerie nationale, 1792
- Jacqueline Pilet-Lemière, Les billets communaux de la France révolutionnaire, 1790-1793 : catalogue des billets de confiance de la collection de la Société des antiquaires de Normandie et du Musée de Normandie, Caen, Musée de Normandie, 1989
- Pierre-Jean-René Lenormand, Précis exact des motifs qui ont déterminé l'insurrection du département du Calvados, et des faits qui l'ont accompagnée, [S.l.s.n.], 1793
- Bougon Longrais, Adresse du comité générale, permanent de la ville de Caen, à l'Assemblée nationale, Caen, Le Roy, 1789
- Paul-Augustin Lozeau, Compte rendu par P.A. Lozeau, représentant du peuple, de l'emploi de trois millions mis à sa disposition par les Comités de salut public et des finances, pour approvisionner en subsistances la commune de Caen et le département du Calvados, Paris, Imprimerie nationale, 1795
- Félix Mourlot, Le cahier d'observations et doléances du Tiers-État de la ville de Caen en 1789, Paris, Lefebvre, 1912
- Signard d'Ouffières, Bougon Longrais, Observations sur la division territoriale de la Normandie et sur le département de Caen en particulier, présentées par les députés extraordinaires de la commune de Caen à Nosseigneurs de l'Assemblée nationale & à Messieurs les Députés de la province de Normandie, [S.l.s.n.], 1789
- Robert Patry, Une ville de province : Caen pendant la Révolution de 1789, Condé-sur-Noireau, Éditions Charles Corlet, 1983
- Poinçot, Révolutions de Caen, capitale de la Basse-Normandie, ou, Récit exact de ce qui s'est passé dans cette capitale & particulièrement de la prise de la fortresse, Paris, Cellot, 1789
- Claude-François Poinçot, Révolutions de Caen, capitale de la Basse-Normandie, ou, Récit exact de ce qui s'est passé dans cette capitale, & particulièrement de la prise de la forteresse : juillet 1789, Paris, Cellot, 1789
- L. E. Regnaud, Mémoire pour les quatre-vingt-quatre citoyens détenus dans la Tour de Caen depuis le 5 novembre 1791, Paris, Demonville, 1792
- Adresse à tous les corps administratifs de Caen, [S.l.s.n.], 1791
- Adresse de la ville de Falaise a Nosseigneurs de l'Assemblée nationale, Paris, Baudouin, 1789
- Copie de la lettre adressée à MM. les officiers municipaux de la ville de Caen Author: Hébert.; Lhonorey.Caen, Chalopin, 1791
- Grand projet de contre-révolution : suivi d'une liste exacte des personnes arrêtés les armes à la main, & constituées prisonnières au Château de Caen, Caen, [s.n.], 1791
- L'Assemblée centrale de résistance a l'oppression, des départemens réunis à Caen : a tous citoyens français [sic], amis de la République une & indivisible, Quimper, Derrien, 1793
- Les Députés du bailliage de Caen aux États généraux de 1789 : exposition réalisée à l'occasion du bicentenaire de la Révolution française, Caen, Association des amis de la Bibliothèque, 1989
- Mémoire justificatif : pour quatre-vingt-quatre citoyens arrêtés à Caen, & détenus depuis le 5 novembre [1791] & jours suivans, [S.l.s.n.], 1791
- Mémoire pour les onze municipalités de Mery, Croissanville, Bissieres, Magny-le-Freule, Canteloup, Heritot, Hernetot, St-Ouen le Mesnil-Oger, Rupierre, St-Pierre-du-Jonquet, Cléville, assemblées en l'église de Mery, le 31 octobre 1790 : à ce qu'il plaise à l'Assemblée nationale les distraire du district de Pont-l'Évêque, & les annexer au district de Caen, les distraire également du canton de Creve-Cœur, & leur accorder un canton dont le chef-lieu soit l'église & bourg de Mery. Caen, L. J. Poisson, 1790
- Memoire pour les quatre-vingt-quatre citoyennes détenues dans la Tour de Caen, depuis le 5 novembre 1791, Paris, Demonville, 1792
- Port de Caen. Avis aux citoyens, Caen, Chalopin, 1798
- Précis des causes de l'insurrection du département du Calvados, et de la ville de Caen en particulier, Caen, [S.l.s.n.], 1793
- Relation de ce qui s'est passé à Caen : la nuit du onze au douze août 1789, Lisieux, Mistral, 1789
- Relation de ce qui s'est passé à Caën, le 11 août 1789. [S.l.s.n.], 1789

### XIXe-XXe
- Rémy Desquesnes, Caen 1900-2000 : un siècle de vie, Fécamp, Éditions des Falaises, 2001
- Bernard Dutour, Françoise Dutour, À Caen, le 21 avril 1848 : un arbre de la Liberté est planté place Saint-Pierre, Caen, Direction des Archives départementales, Conseil général du Calvados, 1998
- Jean Héraud, La Cour impériale de Caen sous le règne de Napoléon III, Caen, Cour d'appel, 1969
- Gaston Lavalley, Napoléon et la disette de 1812. À propos d'une émeute aux halles de Caen, Paris, A. Picard et fils 1896
- Gaston Lavalley, Trois journées de Napoléon à Caen en 1811 ; et Passage de Marie-Louise en 1813, Caen, Jouan, 1913
- Philippe Lenglart, Le nouveau siècle à Caen, 1870-1914, Condé-sur-Noireau, Éditions Charles Corlet, 1989
- Alfred Mazière, La cour d'appel de Caen (an VIII-1811) : discours prononcé à l'audience solennelle de rentrée du 16 octobre 1897, Caen, Lanier, 1897
- François Robinard, Caen avant 1940 : rétrospective de la vie caennaise de 1835 à 1940, Caen, Éditions du Lys, 1993
- Pierre Coftier, Paul Dartiguenave, Charles Le Sénécal, Révolte à Caen, 1812, Caubourg, Cahiers du Temps, 1999
- Mémorial du passage et du séjour de S.A.R. Madame la Dauphine dans la ville de Caen les 8, 9 et 10 septembre 1827, Caen, Chalopin, 1827

### La Seconde Guerre mondiale
- Robert L. Bennett, Les Journaux de Caen, 1940-1944, étude des principaux journaux de la région caennaise de juin 1940 à juin 1944, Caen, Faculté des lettres et sciences humaines de l'Université, 1969
- Jean-Pierre Benamou, Georges Bernage, Bataille de Caen, 6 juin au 15 août 1944 : album mémorial, Bayeux, Heimdal, 1988
- A. Gosset et P. Lecomte, Caen pendant la Bataille
- A. Monzein, Paul Monzein, Y. Chapron, À la charnière, Caen, 1944, Paris, Flammarion 1947
- Jeanne Grall, Caen sous l'occupation, Rennes, Ouest-France, 1980
- Jeanne Grall, Les années difficiles : l'opinion publique dans le Calvados, 1940-1944, Condé-sur-Noireau, Éditions Charles Corlet, 1981
- Adolphe Henaff, Saint-Sylvain et l'exode des Caennais en 1944, Villiers-Fossard, A. Henaff, 1994
- Jean Lechevrel, Les dés sont sur le tapis : Caen et les environs, été 1944, Caen, S.E.B.N., 1984
- Alexander McKee, La Bataille de Caen, Paris, Presses de la Cité 1965
- Édouard Tribouillard, Amand Oresme, Caen après la bataille : la survie dans les ruines, Caen, Mémorial de Caen 1993
- Claude Quétel, Caen 1940-1944 : la guerre, l'occupation, la libération, Rennes, Ouest-France, Mémorial de Caen, 1994
- Jean Quellien, Jacques Vico, Massacres nazis en Normandie : les fusillés de la prison de Caen, Condé-sur-Noireau, Éditions Charles Corlet, 1994
- Jacques Perret, Jacques Vico, Une famille raconte : Caen, 6 juin 1944, Honfleur, La Lieutenance, 2004  (ISBN 2912044154)
- Témoignages, récits de la vie caennaise 6 juin -19 juillet 1944, Caen, Ville de Caen, 1984
- Max Lagarrigue, Comment les Français vivent-ils les bombardements alliés ?, in 99 questions... La France sous l'occupation, Montpellier, CNDP, 2007
- Yves Lecouturier, « Le groupe Collaboration », Annales de Normandie, vol. 35,‎ 1985 (lire en ligne)

### La Reconstruction
- Jack Auger, Daniel Mornet, La Reconstruction de Caen, Rennes, Ouest-France, 1986
- Jean-Jacques Bertaux, Renaissance d'une ville, la reconstruction de Caen, Caen, Delpha, 1994
- Pietro Cremonini, La reconstruction de Caen : topos et polis ou comment un urbanisme néo-haussmannien et un pouvoir municipal contribuent à la réussite d'une reconstruction, Paris, Institut d'urbanisme de Paris, 1990
- Aurélie Delahaye, L'immédiat après-guerre à Caen: de 1944 à 1947, mémoire de master 1, Université de Caen, 2010.
- Gabriel Désert (dir.), Histoire de Caen, Toulouse, Privat, 1981
- Alain Genestar, Le baraquement américain, Paris, Grasset, 2004 (roman)
- Patrice Gourbin, Construire des monuments historiques ? La confrontation des monuments historiques et de la modernité dans la reconstruction de Caen après 1944, Paris, Université Paris 1, 2000 [lire en ligne]
- Patrice Gourbin, « Les Monuments historiques et la Reconstruction : l’exemple du quartier des Quatrans à Caen », Histoire de l’art n. 47, novembre 2001, p. 111-122
- Patrice Gourbin, « La reconstruction de l'hôtel d'Escoville après 1944 : histoire d'un conflit » dans les Annales de Normandie, n°1, janvier 2001, p. 71-95
- Nicolas Huet, Enquête sur la reconstruction de Caen, École d’architecture de Paris-Belleville, 1988,
- Jean-Marie Girault, Mon été 44, Caen, Mémorial de Caen, 2004
- Michaël Biabaud, Proposition de mise en valeur et de découverte du patrimoine de la reconstruction à Caen, Caen, Université de Caen, 2003
- Delphine Mary, Vers un patrimoine du XXe siècle à Caen ? Le rapport des acteurs et des habitants à l'héritage de la reconstruction, Caen, Université de Caen, 2003
- Carol Pitrou, Jacques Munerel, Les Suédoises du Calvados, ALSC, Colombelles, 1998
- Claude Soucy, Contribution à une sociologie des centres urbains : reconstruction et développement, les centres de Caen et du Havre, Paris, Ministère de l'équipement et du logement, 1970
- Claude Soucy, Reconstruction et développement des centres de Caen et du Havre, Paris, Ministère de l'équipement et du logement, 1970

## Monuments
- « Caen », dans Louis Le Roc'h Morgère, Bernard Gourbin, Philippe Bernouis et al., Le Patrimoine des communes du Calvados, Paris, Flohic, coll. « Le Patrimoine des communes de France », 2001, 1715 p. (ISBN 2-84234-111-2)
- Christophe Marcheteau de Quinçay, L'ancien hôtel de ville de Caen disparu en 1944, séminaire des eudites de 1664 à 1792, Caen, société des antiquaires de Normandie, coll. « Monuments et sites de Normandie », 2014, 96 p. (ISBN 978-2-919026-14-2)

### Églises
- Georges Huard, Les grandes églises de Caen, Paris, Beaux-arts 1927
- Victor Hunger, L’abbaye fortifiée de Saint-Pierre-sur-Dive pendant la guerre de Cent ans, Caen, Henri Delesques, 1914
- Élie Lambert, Les monuments de Caen l'Abbaye d'Ardenne, Caen, R. Bigot, 1938
- Charlotte de Corday, Charles Renard, Fêtes et solennités de toutes les églises de Caen avant la Révolution : d'après un manuscrit de l'Abbaye-aux-Dames, Caen, Massif ; Paris, E. Delaroque, 1869

### Église Saint-Pierre
- Jules Carlez, Le grand orgue de l'église Saint-Pierre de Caen reconstruit par M.A., Paris, Imp. de la Société de typographie, 1881
- Georges Huard, La paroisse et l'église Saint-Pierre de Caen des origines au milieu du XVIe siècle, Caen, Jouan et Bigot, 1925
- Caroline Joubert, Saint-Pierre de Caen au XIXe : une architecture en images, Caen, musée des beaux-arts, 1997

### Abbayes aux Dames
- Maylis Baylé, La Trinité de Caen : sa place dans l'histoire de l'architecture et du décor romans, Genève, Droz, 1979
- Maylis Baylé, Jean-Louis Gazignaire, Abbaye aux Dames, Moisenay, Gaud, 1994
- Frank Duncombe, Yves Leclerc, Les abbatiales caennaises de Guillaume : l'Abbaye aux Hommes et l'Abbaye aux Dames, Caen, La Ville, 1984
- Victor Ruprich-Robert, L'église Ste-Trinité (ancienne Abbaye-aux-dames) et l'église St-Étienne (ancienne Abbaye-aux-hommes) à Caen, Caen, A. Hardel, 1864

### Abbaye aux Hommes
- Georges Bouet, Analyse architecturale de l'abbaye de Saint-Etienne de Caen, Caen, Le Blanc-Hardel, 1868
- R. Davy, Le grand orgue de L'Abbaye aux Hommes à Caen, Caen, Caron, 1954
- Pierre Gouhier, J. A. Fortier, L'Abbaye aux Hommes : Saint-Etienne de Caen, Nancy, Cefag, 1974
- Célestin Hippeau, L'abbaye de Saint-Étienne de Caen, 1066-1790, Caen, A. Hardel, 1855
- Abel Decauville Lachênée, Le Lycée et l'Abbaye de St-Étienne de Caen, Caen, Chez tous les libraires, 1895
- René Norbert Sauvage, Le Fonds de l'Abbaye de Saint-Étienne de Caen aux archives du Calvados, Caen, H. Delesques, 1911
- Arrest contradictoire de la Cour des aydes de Rouen : qui condamne les religieux de l'Abbaye de Caën au payement du droit de subvention à l'entrée, à l'exception des boissons de leurs crù consommées pour leur provision : a l'effet de quoy il est permis de faire deux visites par an dans leur maison, & qui leur fait deffenses de vendre aucunes boissons en détail dans ny hors l'enclos de leur maison : du 14 mars 1684, Cour des aides de Rouen Rouen, [Sl.s.n.], 1684

### Château
- Joseph Decaëns et Adrien Dubois (dir.), Le château de Caen. Mille ans d’une forteresse dans la ville, Publications du CRAHM, 2009,  (ISBN 978-2-902685-71-4), Publications du CRAHM
- Michel de Boüard, Le château de Caen, Caen, Centre de recherches archéologiques médiévales, 1979
- Alfred Canel, Le Voyage du roi Louis XIII en Normandie et la réduction du château de Caen, Rouen, Impr. de H. Boissel, 1869
- Victor Hunger, Travaux de restauration et de défense au château de Caen en 1436, Caen, Société d'Impression de Basse-Normandie, 1934
- Jean-Yves Marin, Jean-Marie Levesque, Mémoires du Château de Caen, Milan, Skira ; Caen, Musée de Normandie, 2000
- Bénédicte Guillot (dir.), Forges médiévales et écurie de la Renaissance au château de Caen, Caen, Brepols Publishers, coll. « Publications du Centre de Recherches Archéologiques et Historiques Médiévales », 2015, 403 p. (ISBN 978-2-84133-740-8)

### Parcs et jardins
- Octave Lignier, Essai sur l'histoire du Jardin des plantes de Caen, Caen, 1904
- Jean-Marc Dupuis, Histoire des Jardins de Caen depuis le Moyen Âge, Cabourg, Cahiers du temps, 2020

### Architecture civile
- Anne-Marie Seronde-Babonaux, La Place des Petites Boucheries à Caen et le Centre Saint-Clair à Hérouville : espace vécu et pratique commerciale, Caen, Université de Caen, 1979
- Philippe Déterville, De Falaise à la mer : châteaux de la plaine de Caen et du Cinglais, Condé-sur-Noireau, Éditions Charles Corlet, 1991
- Patrice Gourbin, « construction et transformation du palais de justice de Caen de 1781 à 2005 », Annales de Normandie, n° 1-2, mai 2007, p. 75-94

## Commerce et artisanat

### Artisanat
- Claudette Bouvot, Michel Bouvot, Dentelles normandes : la blonde de Caen, Condé-sur-Noireau, Éditions Charles Corlet, 1997
- Jean-Jacques Bertaux, Jean-Marie Levesque, De l’usuel à l’inutile : poterie de Normandie, XVIIIe  au  XXe siècle, Caen, Musée de Normandie, 1993

### Imprimerie
- Léopold Delisle, Catalogue des livres imprimés ou publiés à Caen avant le milieu du XVIe siècle suivi de recherches sur les imprimeurs et les libraires de la même ville, Caen, L. Jouan, 1903-4
- Léopold Delisle, Catalogue des livres imprimés ou publiés a Caen avant le milieu du XVIe siècle : suivi de recherches sur les imprimeurs et les libraires de la même ville, Caen, Delesques, 1903-1904
- Léopold Delisle, Essai sur l'imprimerie et la librairie à Caen de 1480 à 1550 : discours prononcé le 4 décembre 1890, à la séance annuelle de la Société des antiquaires de Normandie, Caen, H. Delesques, 1891
- Pierre Aquilon, Alain Girard, Bibliographie normande : bibliographie des ouvrages imprimés à Caen et à Rouen au XVIe siècle, Baden-Baden, Koerner, 1992-

### Le port
- Cachin, Deux mots sur la diatribe de Jacques Hue, associé à l'entrepreneur du port de Caen, [S.l.s.n.], 1797
- Ministère de l'intérieur, Rapport et procès-verbal des opérations de la commission envoyée à Caen, en floréal an 6, par le Ministre de l'intérieur, en vertu d'un arrêté du Directoire exécutif du 17 germinal, pour examiner les travaux entrepris sur la rivière d'Orne, sous les murs de Caen, ainsi que les dépenses auxquelles ils ont donné lieu, et les moyens que l'on peut employer pour reprendre ces travaux et les conduire à leur perfection, Paris, Imprimerie de la République, 1798
- Françoise Dutour, Isabelle De Koninck, De Caen à la mer : histoire d'un canal, Caen, Archives départementales du Calvados, 1995
- Grégoire-Jacques Lange, Mémoire sur le Port de Caen sur l'avantage qu'il y aurait à rendre l'Orne navigable depuis cette ville jusqu'à Argentan, et sur la possibilité de la faire communiquer avec la Loire par la Mayenne ou la Sarthe, sans aucunes dépenses pour l'État, lu à la Société d'Agriculture et de Commerce de la ville de Caen, le 17 avril 1818, Caen, F. Poisson, 1818
- Les ports de Basse-Normandie ; Honfleur, Caen, Cherbourg, Granville, Caen, La Région économique de Basse-Normandie, 1925
- Port de Caen. Avis aux citoyens, Caen, Chalopin, 1798

### Société d'agriculture et de commerce de Caen
- Pierre-Aimé Lair, Discours adressé aux commerçants notables de Caen : convoqués le 26 avril 1810, pour procéder à la nomination des juges du Tribunal de commerce de cette ville, Caen, F. Poisson, 1810
- Pierre-Aimé Lair, Fête décennale de la Société d'agriculture et de commerce de Caen : célébrée 1er. aout 1811, Société d'agriculture et de commerce de Caen, Caen, F. Poisson, 1811
- Pierre-Aimé Lair, Rapport général sur les travaux de la Société d'agriculture et de commerce de Caen, Caen, Poisson, 1805
- Pierre-Aimé Lair, Rapport sur la seconde exposition publique des productions des arts du département du Calvados, Caen, F. Poisson, 1806
- Pierre-Aimé Lair, Rapport sur les travaux de la Société d'agriculture et de commerce de Caen, Caen, F. Poisson, 1809
- Auguste Nicolas, Le Calvados agricole et industriel, Caen et la Basse-Normandie, Caen, L. Jouan, 1918

## Culture

### Lettres
- Robert Bultot, Jean de Fécamp, Hermann Contract, Roger de Caen, Anselme de Canterbury, Louvain, Navwelaerts, 1964
- Marie-Gabrielle Lallemand, Chantal Liaroutzos, De la Grande Rhétorique à la poésie galante : l’exemple des poètes caennais aux XVIe et XVIIe siècles : actes du colloque organisé à l’Université de Caen Basse-Normandie les 8 et 9 mars 2002, Caen, Presses universitaires de Caen, 2004

### Photographie
- ARDI : 1974-1984 : photographies en Basse-Normandie, Caen, Ardi, 1995

### Musique
- Etienne Jardin, La musique à Caen sous la Troisième République d’après un amateur : le Cahier Le Vallois (1870-1927). In Annales de Normandie, 57e année, n°3-4, novembre 2007, pp. 309-327.
- Jules Carlez, La musique à Caen de 1066 à 1848, Caen, Le Blanc-Hardel, 1876
- Jules Carlez, La musique et la société caennaise au XVIIIe siècle. Le père André. Le concert de Caen, Caen, F. Le Blanc-Hardel, 1884
- Jules Carlez, Rapport sur le mouvement musical (1896-1902), Caen, Valin, 1903
- Jules Carlez, Le Grand Orgue de l’église Saint-Pierre de Caen reconstruit par M.A., Paris, Imp. de la Société de typographie, 1881
- R. Davy, Le Grand Orgue de L’Abbaye aux Hommes à Caen, Caen, Caron, 1954
- John Spencer Smith, Mémoire sur la culture de la musique dans la ville de Caen et dans l'ancienne Basse-Normandie : lu à l'Académie des sciences, arts et belles-lettres de Caen le 10 novembre 1826 et à la séance fondatrice de la Société cécilienne de Normandie le 22 novembre 1826, Caen, T. Chalopin, 1827

### Théâtre
- Paul de Longuemare, Le théâtre à Caen, 1628-1830, Paris, Picard, 1895
- Henry Lumière, Glanes théâtrales. Trois années au théâtre de Caen ; juillet 1859 -mai 1862, Caen, Jouan, 1901

### Musée des Beaux-Arts
- Françoise Debaisieux, Caen, musée des beaux-arts : peintures des écoles étrangères, Caen, musée des beaux-arts, 1994
- Françoise Debaisieux, Caen, Musée des beaux-arts : peintures françaises des XVIe et XVIIe siècles, Caen, musée des beaux-arts, 2000
- Françoise Debaisieux, Exposition de gravures italiennes des XVe et XVIe siècles : Mantegna, Marc Antoine Raimondi et leur entourage : choix d'estampes de la Collection Mancel, musée des beaux-arts de Caen, printemps-été 1976, [S.l.s.n.], 1976
- A. Guillard, G. Mancel, Notice des tableaux composant le musée de Caen : précédée d'une notice historique, Caen, F. Le Blanc-Hardel, 1872-1880
- Jean-Yves Marin, Musée de Normandie, Caen, Caen, Musée de Normandie, 2001
- Raymond Nacenta, Exposition des trésors du Musée de Caen. Galerie Charpentier, Paris, Galerie Charpentier, 1958
- Raymond Nacenta, Trésors du Musée de Caen : exposition. Galerie Charpentier., Paris, La Galerie, 1959
- Raymond Nacenta, Trésors du Musée de Caen, Caen, Musée de Caen ; Paris, La Galerie Charpentier, 1958
- France Rouillé, Chantal Pellegrin, L'amateur d'estampes : dix ans d'enrichissement, Musée des beaux-arts, Collection Mancel : musée des beaux-arts de Caen, 22 octobre-fin décembre 1980, Caen, Le Musée, 1980
- Adolphe André Porée, Une visite à l'exposition d'art rétrospectif de Caen, Bernay, Alfred Lefévre, 1883
- François Robichon, Le colonel Langlois 1789-1870 : un peintre de l'épopée napoléonienne, Paris, Bernard Giovanangeli, 2000
- Alain Tapié, Le Musée des beaux-arts de Caen, Paris, Fondation Paribas ; Caen, Ville de Caen ; Paris, Réunion des musées nationaux, 1994
- Anne de Narbonne, Alain Tapié, Musée des beaux-arts, Caen, Paris, Société d'édition régionales, 1990
- Alain Tapié, Peindre en Normandie, XIXe et XXe siècles, Caen, Conseil Régional de Basse-Normandie ; Paris, Imprimerie Nationale, 2001
- G Menegoz, Gabriel Venel, Catalogue des tableaux, sculptures, dessins, gravures et aquarelles exposés les galeries du Musée de Caen, Caen, Jouan & Bigot, 1928
- Françoise Debaisieux, Bernard Le Conte d'Ymouville, Exposition de la collection Mancel, choix de peintures, gravures, enluminures, et objets d'art. Hôtel d'Escoville, 19 juin-4 octobre, 1964. [Réalisée par la Ville de Caen et la Commission administrative de la Collection Mancel, Caen, Hôtel d'Escoville, 1964
- Notice sur la troisième exposition publique des arts du département du Calvados : qui a eu lieu dans la ville de Caen, pendant le séjour de Ll. Mm. Napoléon le Grand, empereur des français, et Marie-Louise d'Autriche, impératrice et reine, Caen, P. Chalopin, 1811
- Caroline Joubert, Images de la destinée : gravures des XVIe et XVIIe siècles : musée des beaux-arts de Caen, 29 mars-10 juin 1991, Caen, musée des beaux-arts de Caen, 1991
- L'image du monde en 1493 : histoire naturelle et surnaturelle dans La Chronique de Nuremberg ; [exposition], 18 septembre -20 novembre 1993, Bibliothèque Municipale de Caen, Paris, Dir. du Livre et de la Lecture, Ministère Culture ; Paris, Féd. Française de Coopération entre Bibliothèques, 1993
- La peinture religieuse à Caen, 1580-1780 : 22 juillet-23 octobre 2000, musée des beaux-arts de Caen, Caen, Musée des Beaux-Arts de la ville de Caen, 2000
- Le Portrait peint dans les collections du Musée des beaux-arts, Hôtel d'Escoville, 30 juin-10 octobre 1968, Caen, Musée des beaux-arts, 1968
- Les Graveurs de Venise au XVIIIe siècle, dans la Collection Mancel : Musée des beaux arts de Caen, 22 décembre 1986-24 avril 1987, Caen, Le Musée, 1987
- Un peintre de l'épopée napoléonienne : le Colonel Langlois 1789-1870 : collections du Musée Langlois, Caen, Paris, B. Giovanangeli éditeur, 2000

### Bibliothèque municipale
- Monique Dosdat, Pages choisies : manuscrits, incunables et livres à gravures IXe – XVIe siècle, Caen, Bibliothèques de la Ville de Caen, 1997
- Alain Girard, Catalogue des incunables conservés à Caen, Caen, Bibliothèques de la ville de Caen, 1981
- René Norbert, Léon-Honoré Labande, Catalogue général des manuscrits des bibliothèques publiques de France. Tome XLIV, Départements. Caen (Collection Mancel), Bibliothèque municipale de Caen, Paris, Plon, 1911
- Gaston Lavalley, Catalogue des manuscrits de la Bibliothèque municipale de Caen précédé d'une notice historique sur la formation de la bibliothèque, Bibliothèque municipale de Caen, Caen, [s.n.], 1880
- Gaston Lavalley, Catalogue des ouvrages normands de la Bibliothèque Municipale de Caen, Caen, L. Jouan, 1910
- Georges Mancel, Notice sur la bibliothèque de Caen, Caen, A. Le Roy, 1840
- Pierre Ageron, "Les manuscrits arabes de la bibliothèque de Caen", Annales de Normandie, juin 2008, 58e année n. 1 et 2, p.77-133

### Académie des Arts, Sciences et Belles Lettres de Caen
- Harcourt Brown, André Graindorge, L'Académie de Physique de Caen (1666-1675), Caen, Ch. Le Tendre, 1938
- Jacqueline Musset, Histoire et renouveau : 350e anniversaire de l'Académie des sciences, arts et belles lettres de Caen, Caen, Académie des sciences, arts et belles-lettres de Caen, 2002

## Enseignement

### Histoire de l'Université
- Alexandre Bigot, 1432-1932. L’Université de Caen, son passé, son présent, Caen, Malherbe, 1932
- A. Bigot, Livre d'or, Université de Caen, Caen, Malherbe, 1933
- Amédée de Bourmont, La fondation de l'Université de Caen et son organisation au XVe siècle, Caen, Le Blanc-Hardel, 1883
- Émile Bridrey, Les dernières années de l'ancienne faculté des droits de Caen (avril 1791-juillet 1792), Paris, Sirey, 1931
- Émile Bridrey, Les études de droit normand au collège des droits de l'ancienne Université de Caen, Caen, Imprimerie A. Olivier, M. Caron, Dr, 1933
- Université de Caen, 5e centenaire de la fondation de l'université de Caen, 1432-1932 : livre d'or, Caen, Imprimerie artistique Malherbe, 1933
- Arcisse de Caumont, Cours d’antiquités monumentales professé à Caen, Paris, Lance, 1830-1841
- Jules Cauvet, Le Collège des droits de l'ancienne Université de Caen : essai historique, Caen, A. Hardel, 1858
- Eugène Chatel, Statistique de l’enseignement supérieur à Caen de 1786 à 1791, Caen, Le Blanc-Hardel, 1883
- Jean Collin, Promenades à l’Université de Caen, Caen, Université de Caen, 1988
- Jean Collin, André Heintz, La Vie quotidienne des étudiants à Caen : de 1939 à 1955, Caen, Université de Caen, 1994
- M. Farin, Catalogue des plantes du Jardin de botanique de Caen, Caen, G. Leroy, 1781
- Ch. Fayel, La faculté de médecine de Caen de 1436 à 1808. Discours prononcé dans la séance solennelle de rentrée des facultés, le 3 novembre 1890, Caen, Henri Delesques, 1890
- Parlement de Normandie, Arrest de la Cour de Parlement de Rouen, du 2 mars 1763 ; Arrest de la Cour de Parlement de Rouen. Qui ordonne que le Collège Dumont sera & demeurera restitué & réuni au corps de l'Université de Caen, comme Collège en dépendant. Du 5 mars 1763, Rouen, Richard Lallemant, 1763
- Parlement de Normandie, Arrest de la Cour du Parlement séant a Rouen, qui décrète de prise de corps Me le Roux : ci-devant de la Société des soi-disant Jésuites, & professeur de théologie au Collège de la Société à Caën, pour avoir dicté en 1760 à ses écoliers, des propositions contraires à la loi du silence, & à la déclarations & soumissions envoyées à la Cour, d'enseigner les quatre articles de la déclaration; & décrète Me. Maudite, recteur dudit Collège lors desdites dictées, d'ajournement personnel. Extrait des registres du Parlement, du 6 mars 1762, Rouen, [S.n.], 1762
- Henri Prentout, Esquisse d'une histoire de l'Université de Caen, Caen, Imprimerie artistique Malherbe de Caen, 1932
- Henri Prentout, L'Université de Caen à la fin du XVIe siècle ; la contre-réforme catholique et les réformes parlementaires, Caen, Delesques, 1908
- A. Bigot, Henri Prentout, L'Université de Caen ; son passé, son présent, Université de Caen, Caen, Imprimerie artistique Malherbe, 1932
- Henri Prentout, La Faculté de médecine de l'Université de Caen au XVIe siècle, 1506-1618, Caen, Jouan, 1909
- Henri Prentout, La Vie de l’étudiant à Caen au XVIe siècle, Caen, H. Delesques, 1905
- Jean Quellien, Dominique Toulorge, Histoire de l’Université de Caen, 1432–2012, Caen, Presses universitaires de Caen, 2012  (ISBN 978-2-84133-418-6)
- Lyse Roy, L'Université de Caen aux XVe et XVIe siècles : identité et représentation, Leiden ; Boston, Brill, 2006
- Émile Vaillancourt, Adresse présentée le 9 juillet 1932 à l'Université de Caen à l'occasion de son demi-millénaire, Rouen, A. Lestringant, 1932
- Appel que l'Université de Caen a interjeté au premier Concile général, qui sera célébré librement suivant les saints canons, de la constitution de Notre Saint Père le pape Clément XI, qui commerce par ces mots, Vnigenitus Die Filius, donné à Rome le 8 septembre 1713, & des lettres apostoliques, qui commence par ces mots, Pastoralis officii, publiées à Rome le 8 septembre 1718, Université de Caen, Caen, P. F. Doublet par ordre de l'Université, 1718
- Inventaire des archives de l'Université de Caen conservée aux Archives départementales du Calvados, Caen, H. Delesques, 1892-1894
- L'Université de Caen : son passé, son présent, 1432-1932, Caen, Guerrin, 1932
- Lettre à monsieur *** au sujet des libelles publiés contre l'Université de Caen, Caen, Pierre François Doublet, 1720

### Facultés et laboratoires
- Jean Collin, Promenades à l'Université de Caen, Caen, Université de Caen, 1988
- Comité national d'évaluation, L'Institut des sciences de la matière et du rayonnement, Caen : rapport d'évaluation, Paris, Comité national d'évaluation, 1991
- Dix ans de recherches au Centre de géomorphologie, Caen, Centre de géomorphologie de Caen, CNRS, 1976
- Les Lœss de la campagne de Caen, Caen, Centre de géomorphologie du C.N.R.S., 1970

### Lycée Malherbe
- Abel Decauville Lachênée, Le Lycée et l’Abbaye de Saint-Étienne de Caen, Caen, Chez tous les libraires, 1895
- Lucien Musset, Le Lycée Malherbe ; notice historique publiée à l'occasion du cent-cinquantenaire, Caen, Caron, 1956
- Bernard Beck (dir.) et Jean-Ghislain Lepoivre (dir.), Le lycée Malherbe deux siècles d'histoire, Caen, Association du bicentenaire du Lycée Malherbe, 2004, 439 p. (ISBN 2-912468-16-7)
- Charles Pouthas, Le Collège royal sous l'administration de l'abbé Daniel, 1827-1839, H. Delesques, 1905
- Charles Pouthas, Notice sur le Lycée de Caen, ses origines, son organisation, ses premiers proviseurs, 1804-1812, Caen, Boisselet, 1904

## Politique
- Serge Couasnon, Jean-Marie Girault : un républicain très indépendant, Condé-sur-Noireau, Éditions Charles Corlet, 2001

## Sciences

### Médecine
- Pierre Carel, Les Médecins et les chirurgiens de Caen avant la Révolution, Caen, Massif, 1888
- Charles Fayel, La faculté de médecine de Caen de 1436 à 1808. Discours prononcé dans la séance solennelle de rentrée des facultés, le 3 novembre 1890, Caen, Henri Delesques, 1890
- René Norbert Sauvage, Recherche de la fontaine médicinale de Montaigu près Caen, Rouen, A. Lainé, 1925
- Pierre Morel, Du Bon Sauveur au CHS : deux siècles et demi de psychiatrie caennaise, Paris, Éditions du Lys, 1992
- Henri-François-Anne de Roussel, Rapport sur les productions du Conseil de santé du Département du Calvados, Caen, F. Poisson, 1803

## Religion
- Chalopin, Histoire du précieux sang de notre seigneur Jésus-Christ : qui repose à l'Abbaye de la Très-Sainte-Trinité de Fécamp, Caen, Chalopin, 1800
- Charlotte de Corday, Charles Renard, Fêtes et solennités de toutes les églises de Caen avant la Révolution : d’après un manuscrit de l’Abbaye-aux-Dames, Caen, Massif ; Paris, E. Delaroque, 1869
- Pierre Almire Riblier, Martyrs falaisiens à Caen sous la Terreur : l’abbé Jacques Riblier et Marie Jeanne Guesdon des Acres, 1736-1794, Paris, Téqui, 1927
- Appel que l’Université de Caen a interjeté au premier Concile général, qui sera célébré librement suivant les saints canons, de la constitution de Notre Saint Père le pape Clément XI, qui commerce par ces mots, Vnigenitus Die Filius, donné à Rome le 8 septembre 1713, & des lettres apostoliques, qui commence par ces mots, Pastoralis officii, publiées à Rome le 8 septembre 1718, Université de Caen, Caen, P. F. Doublet par ordre de l’Université, 1718
- Arrest contradictoire de la Cour des aydes de Rouen : qui condamne les religieux de l’Abbaye de Caën au payement du droit de subvention à l’entrée, à l’exception des boissons de leurs crù consommées pour leur provision : a l’effet de quoy il est permis de faire deux visites par an dans leur maison, & qui leur fait deffenses de vendre aucunes boissons en détail dans ny hors l’enclos de leur maison : du 14 mars 1684, Cour des aides de Rouen Rouen, [Sl.s.n.], 1684
- Lettre d’un Catholique, sur le sujet des affaires de ceux de la Religion P. Reformée de Caën, [S.l.s.n.], 1680

### Protestants
- Élisabeth André, Les Opiniâtres de la Révocation : Caen et ses environs, Cormelles, Éditions-Diffusion du Lys, 1994
- Jacques Alfred Galland, Essai sur l’histoire du protestantisme à Caen et en Basse-Normandie, de l’Édit de Nantes à la Révolution, Paris, Grassart, 1898 ; réimp. 1991
- Annick Gobeil, Les Nouvelles Catholiques de Caen et l’intégration socio-religieuse des protestants au XVIIIe siècle, [S.l. : s.n.], 2001
- Henri Prentout, La Réforme en Normandie et les débuts de la réforme à l’Université de Caen, Paris, [S.n.], 1913

### Jésuites
- Alfred Hamy, Les Jésuites à Caen, Paris, Champion, 1899
- Parlement de Normandie, Arrest de la Cour du Parlement séant a Rouen, qui décrète de prise de corps Me le Roux : ci-devant de la Société des soi-disant Jésuites, & professeur de théologie au Collège de la Société à Caën, pour avoir dicté en 1760 à ses écoliers, des propositions contraires à la loi du silence, & à la déclarations & soumissions envoyées à la Cour, d’enseigner les quatre articles de la déclaration; & décrète Me. Maudite, recteur dudit Collège lors desdites dictées, d’ajournement personnel. Extrait des registres du Parlement, du 6 mars 1762, Rouen, [S.n.], 1762
- Léon Francois Puiseux, Les Jésuites à Caen, Caen, A. Hardel, 1846
- Dénonciation à Monseigneur Pierre-Jules-Cesar de Rochechouart, évêque de Bayeux : de la doctrine enseignée par les Jésuites de Caen dans leurs thèses, cahiers, prédications, &c., [S.l.s.n.], 1762

## Divers
- Albert Pipet, Mourir à Caen, Paris, Presses de la Cité 1974
- Joël Tanter, Caen, une ville trop loin sur l'aile gauche britannique, Condé-sur-Noireau, Éditions Charles Corlet, 1990